# Bele rože
Bele rože je studijski album ljubljanske punk rock skupine Via Ofenziva, izdan pri založbi Nika Records oktobra 2015.
Skupina je prvotno delovala med letoma 1981 in 1983, nato pa je po nastopu na Nova rock festivalu razpadla. Vse do leta 2006 o skupini ni bilo govora; takrat je bil izdan DVD album Via Ofenziva, štiri leta kasneje pa je začasno obujena skupina nastopila v Kinu Šiška na šestdeseti rojstni dan glasbenega producenta Igorja Vidmarja. Skupina je zares spet začela delovati na Izštekanih leta 2011 z novim basistom Tonijem Šemerlom. Kmalu zatem so se člani odločili posneti nov album, ki je v resnici njihov prvi lasten studijski izdelek.

## Kritični odziv
Kritični odziv na album je bil pozitiven. Za Rockline je Aleš Podbrežnik glasbo albuma komentiral: »Hitro zapomnljive alternativnorockovske točke, v kateri uspe skupina izluščiti samoniklo avtorsko bit in prepoznavni zvočni in slogovni stas, nadgrajuje in izpolnjuje markantna poezija Esada Babačiča.« Album je ocenil s 4 zvezdicami. Tudi za Mladino je Veljko Njegovan album ocenil s 4 zvezdicami in povedal: »Zanimivo je, da so skladbe iz novejšega ustvarjalnega obdobja precej podobne starim, kar albumu doda rdečo nit in ga naredi konsistentnega,« nato pa je še dodal: »Kritično, retro in še zmeraj aktualno.«
Album je pohvalil tudi Igor Bašin na portalu Odzven. Rekel je: »Via Ofenziva je ohranila svojo prvotno poetiko, je pa vonj po zlatih osemdesetih letih nadgradila z izkušnjami in zrelostjo.«

## Seznam pesmi
Vsa besedila je napisal Esad Babačić.
| Št. | Naslov                    | Glasba                  | Dolžina |
| --- | ------------------------- | ----------------------- | ------- |
| 1.  | „Ljubim tvojo tišino‟     | Toni Šemerl             | 3:26    |
| 2.  | „Cesta‟                   | Ivo Frančič             | 2:31    |
| 3.  | „Preveč‟                  | Zoran Železnik          | 3:02    |
| 4.  | „Zakaj‟                   | Železnik                | 2:53    |
| 5.  | „Ko zaprem oči‟           | Železnik                | 4:23    |
| 6.  | „Bjele ruže‟              | Zvone Kukec             | 4:59    |
| 7.  | „Mladi delavci‟           | Železnik                | 4:19    |
| 8.  | „Ne stopaj‟               | Železnik                | 2:56    |
| 9.  | „Minimalni ritem‟         | Železnik                | 2:45    |
| 10. | „Vsak otrok je lep‟       | Železnik                | 3:02    |
| 11. | „Proleter‟                | Babačić, Robert Fritsch | 3:40    |
| 12. | „Bele rože‟ (bonus pesem) | Kukec                   | 4:59    |

## Zasedba
| Via Ofenziva - Esad Babačić — vokal - Robert Fritsch — bobni - Zoran Železnik — kitara - Toni Šemerl — bas kitara | Ostali - Zvone Kukec — kitara (1, 3, 4, 6, 10), produkcija - Darja Pristovnik — vokal (4, 6) - Peter Penko — programiranje, klaviature (6, 8) - Toni Šemerl — bas kitara - Železničarski delavski trio Kretničarji (Roman Vukina, Robert Fritsch, Željko Bajlovič) — zborski vokali (11) |